# Castilla Novísima
Castilla Novísima, Castilla la Novísima o Novísima Castilla (en parangón con Castilla la Vieja y Castilla la Nueva) son denominaciones que en ocasiones se aplican a los territorios de las actuales Andalucía, Gibraltar y Murcia, reconquistados desde el siglo XIII e integrados en la Corona de Castilla; estos son, los reinos de Jaén, Sevilla, Córdoba y en ocasiones de Murcia y Granada.

## Origen
No hay acuerdo en si se trata en una denominación histórica minoritaria usada desde la irrupción en la zona del idioma castellano o se trata de una denominación historiográfica acuñada por Ramón Menéndez Pidal en su Historia de España y que desde entonces ha tenido cierta aceptación.[cita requerida]
La locución ha sido posteriormente abrazada por autores como Domínguez Ortiz y Sánchez Albornoz.